# Thomas Edward Lawrence
Pour les articles homonymes, voir Lawrence et Lawrence d'Arabie.
Thomas Edward Lawrence, dit Lawrence d’Arabie, né à Tremadoc (Caernarvonshire) dans le nord du pays de Galles le 16 août 1888 et mort près de Wareham (Dorset) le 19 mai 1935, est un officier et écrivain britannique.
Pendant la Première Guerre mondiale, les reportages du journaliste américain Lowell Thomas font la notoriété de T. E. Lawrence, officier de liaison britannique durant la grande révolte arabe de 1916-1918. Après la guerre, la version abrégée de son témoignage sur cette campagne, Les Sept Piliers de la sagesse, qui en décrit le caractère aventureux, est un succès de librairie. La version intégrale, publiée cinquante ans après sa mort, confirme son talent littéraire.
David Lean réalise en 1962 le film Lawrence d’Arabie, avec Peter O'Toole dans le rôle-titre, remportant un immense succès et sept oscars.

## Biographie

### Avant-guerre
Ses parents sont d’ascendance anglaise et irlandaise. Son père, Thomas Chapman (en), 7e baronnet, de Westmeath, en Irlande, avait quitté sa femme pour vivre avec la gouvernante (Sarah Junner) de ses filles légitimes, sous le nom de M. et Mme Lawrence ; ils eurent cinq fils illégitimes qui ont porté le nom de Lawrence. Thomas Edward Lawrence est le deuxième de ces cinq fils. Ils habitèrent un temps Dinard, en France, où T.H. Lawrence fréquenta l'école des Frères (aujourd'hui collège privé Sainte-Marie), puis séjournèrent à Langley, près de la New Forest, avant de se fixer à Oxford au 2 Polstead Road.
Lawrence étudie au Jesus College d'Oxford et se passionne pour l'Histoire. Durant les étés 1907 et 1908, il parcourt la France à bicyclette et visite des forteresses médiévales (Château Gaillard, Coucy, Provins, Avignon, Aigues-Mortes, Carcassonne, Bonaguil, Châlus, Chinon, Fougères, etc.) et la cathédrale de Chartres,,,
En 1909, il voyage au Liban et en Syrie pour étudier les châteaux bâtis par les croisés, notamment le Krak des Chevaliers, la forteresse de Margat et le qal'at Salah El-Din. De retour en Angleterre, il obtient son diplôme avec mention après avoir rédigé un mémoire sur L’Influence des croisades sur l’architecture militaire européenne à la fin du XIIe siècle. Cette thèse établit que les croisés ont implanté dans les défenses castrales de leurs États le donjon roman à quatre faces conçu en Europe avec des modifications. Ils n'ont pas ajouté de contreforts, comme c'était souvent le cas en France durant le XIIe siècle, mais ont placé ce que l'on appelle des pierres à bossage (demi-sphères en saillie destinées à dévier les projectiles et quartiers de roc projetés par les mangonneaux). Lawrence montre que la différence principale vient de la rareté du bois au Levant, qui a obligé les constructeurs à séparer les étages par des plafonds en pierre, alors qu'en Occident, on établissait encore des planchers en bois.

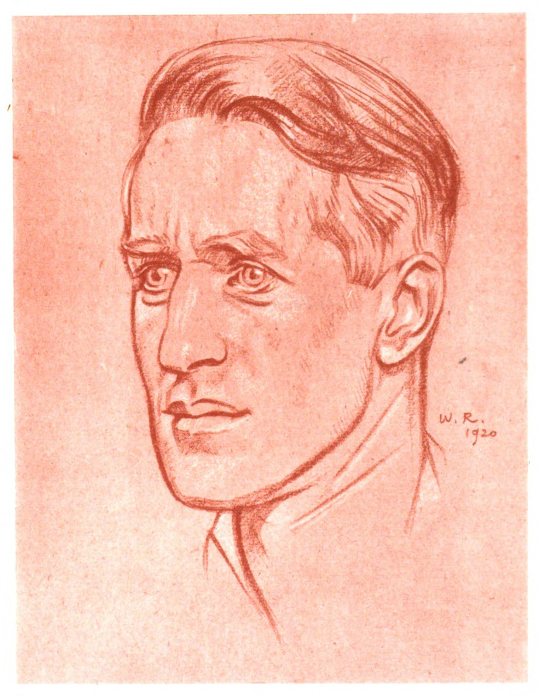
T. E. Lawrence par William Rothenstein.

Un temps, Lawrence songe à accepter un poste d'enseignant sur la poterie médiévale, mais abandonne rapidement cette idée et préfère occuper un poste d’archéologue au Moyen-Orient. En décembre 1910, il part pour Beyrouth, puis pour Jbail (Byblos), où il apprend l'arabe auprès des enseignantes de l'American Mission School. Il participe ensuite aux fouilles de Karkemish, près de Jerablus, au sud de l’actuelle Turquie, sous les ordres de D. G. Hogarth et R. Campbell-Thompson. Un archéologue promis à un brillant avenir, Leonard Woolley, qui se fera connaître par la suite grâce à la découverte d'Ur, en Chaldée, partagera un peu plus tard avec lui la joie des découvertes.
À la fin de l’été 1911, il retourne au Royaume-Uni pour un bref séjour. Il revient dès novembre au Moyen-Orient afin de travailler brièvement avec Williams Flinders Petrie à Kafr Ammar en Égypte. Il retourne à Karkemish travailler avec Leonard Woolley, continue à visiter régulièrement le Moyen-Orient et y mène des fouilles jusqu’au début de la Première Guerre mondiale. Ses nombreux voyages en Syrie, sa vie partagée avec les Arabes, à porter leurs vêtements, apprendre leur culture, les rudiments de leur langue et de leurs dialectes, s’avèreront des atouts inestimables durant le conflit.
En janvier 1914, sous couvert d’activités archéologiques, Woolley et Lawrence sont envoyés par l’armée britannique en mission de renseignement dans la péninsule du Sinaï. Lawrence visite notamment Aqaba et Pétra. De mars à mai, il retourne travailler à Karkemish. Après l’ouverture des hostilités en août 1914, sur le conseil de S. F. Newcombe (en), Lawrence décide de ne pas s’engager immédiatement. Il attend le mois d'octobre, car la Grande-Bretagne entend ne pas provoquer la Turquie. Elle attend que cette dernière entre dans le conflit.

### La Révolte arabe

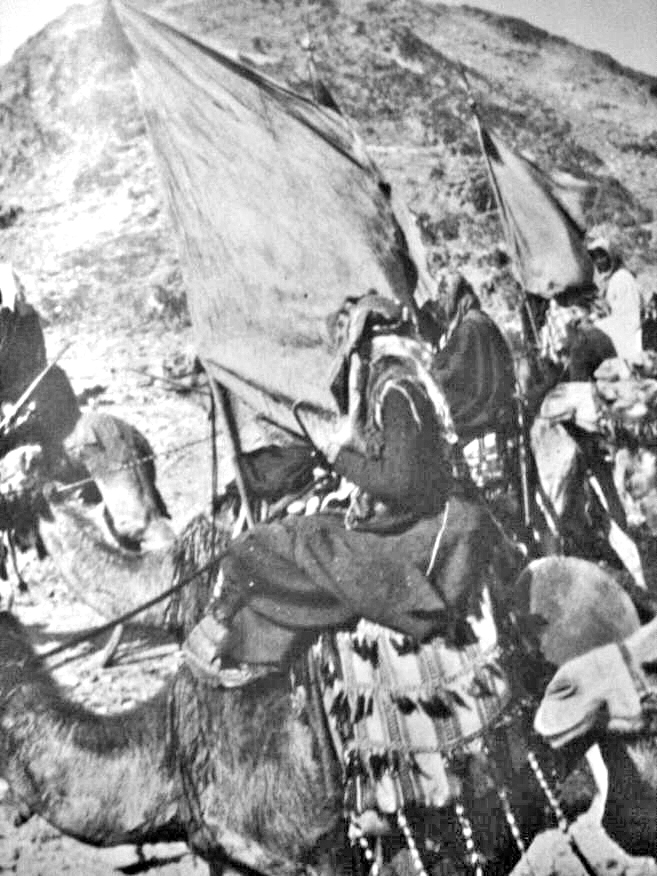
Soldats (« Irregulars ») de l'émir Fayçal sur des dromadaires en 1917.

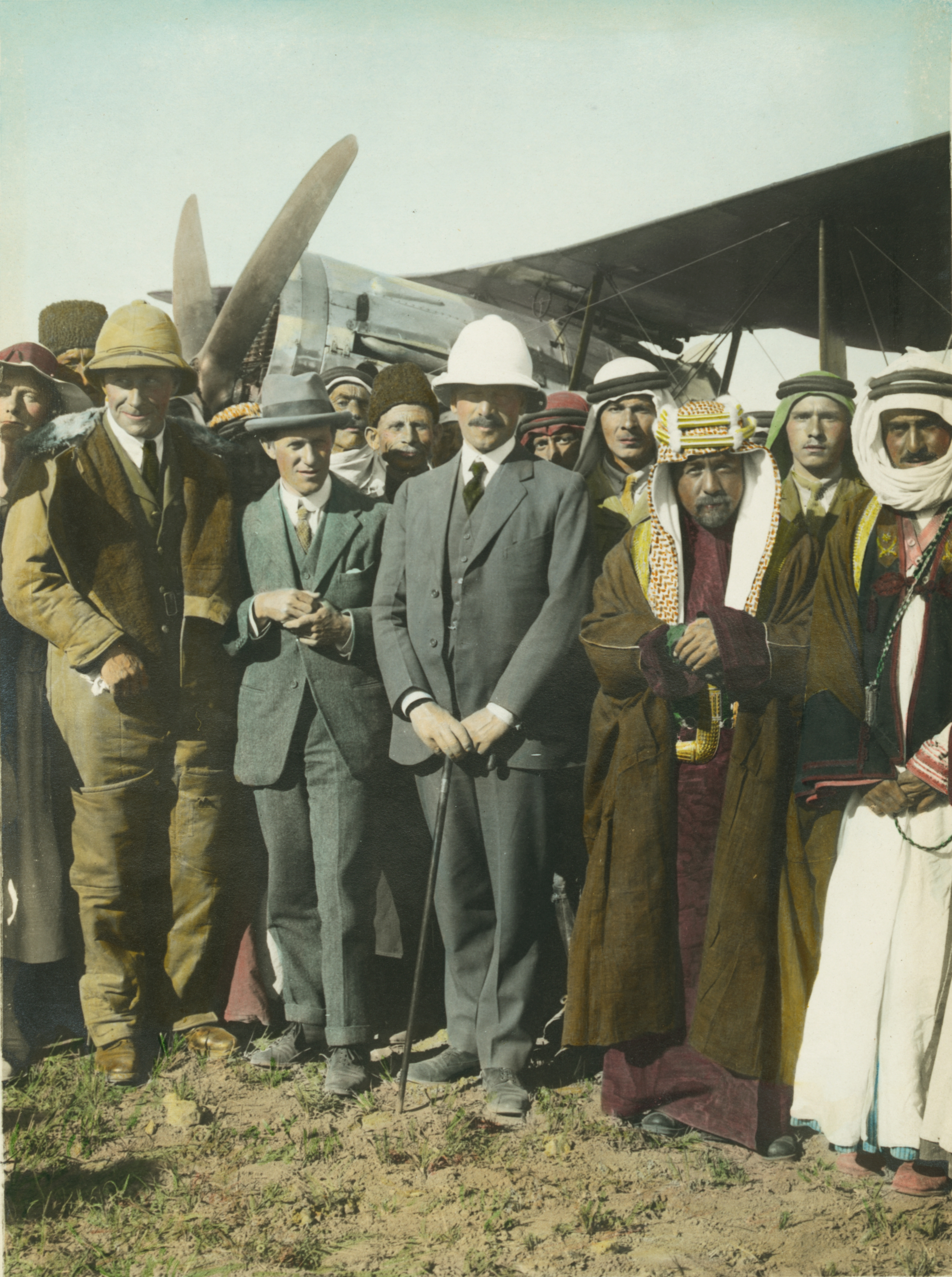
T. E. Lawrence (chapeau gris), Sir Herbert Samuel (casque colonial blanc) et l'émir Abdullah à l'aérodrome d'Amman en 1921.

Une fois engagé, Lawrence est nommé au Caire, où il travaille pour les services de renseignement militaire britanniques. Sa très bonne connaissance des Arabes en fait un agent de liaison idéal entre les Britanniques et les forces arabes. En juin 1916, il est envoyé dans le désert afin de rendre compte de l’activité des mouvements nationalistes arabes. Durant la guerre, il combat avec les troupes arabes sous le commandement de Fayçal ibn Hussein, un fils d'Hussein ben Ali qui mène une guérilla contre les troupes de l’Empire ottoman. La contribution principale de Lawrence à l’effort britannique consiste à convaincre les Arabes de coordonner leurs efforts afin d’aider les intérêts britanniques. Il les persuade notamment de consolider leurs positions sur les côtes du Hedjaz, à Rabigh et Yenbo, et de ne pas chasser tout de suite les Ottomans de Médine, forçant ainsi les Turcs à conserver de nombreuses troupes pour protéger la ville. Les Arabes harcèlent le chemin de fer du Hedjaz qui approvisionne Médine, mobilisant davantage de troupes ottomanes pour protéger et réparer la voie, empêchant ainsi l'ennemi de disposer de renforts contre les Anglais dans le Sinaï puis en Palestine. 
En 1917, après la prise d'El-Ouedj, la route du nord s'ouvre à Fayçal et à ses hommes. Lawrence organise une action commune entre les troupes arabes et les forces de Auda Abu Tayi, chef des Howeitat, jusqu’alors acceptant les subsides des Ottomans, contre le port stratégique d’Aqaba, et ce, sans prendre l'avis de l'état-major anglais du Caire qui a déjà organisé une opération amphibie pour tenter de s'emparer de la place mais qui ne pouvait espérer la conserver si l'on ne prenait pas en même temps le contrôle de la voie menant d'Aqaba à Maan où stationnait une importante garnison ottomane. La nouveauté, ici, c'est que Lawrence n'a pas accepté de suivre la logique de Fayçal, qui préférait, comme Aouda, une opération combinée terre-mer, à l'exemple de ce qui s'était passé pour la prise d'El-Ouedj, et l'idée de Lawrence a été de ne venir que par l'intérieur des terres en parcourant plus de 1000 km pour arriver par le Nord d Aqaba, ce qui a créé la surprise, et une surprise totale (les travaux de J. Wilson et F. Sarindar montrent que Lawrence a su trouver le moyen de convaincre Fayçal et Aouda). De fait, le 6 juillet 1917, Aqaba tombe aux mains des Arabes. 
En novembre, Lawrence échoue dans sa tentative de faire sauter à la dynamite l'important viaduc de Tell el-Shehab, sur le Yarmouk, affluent du Jourdain. Un peu plus tard, il aurait été appréhendé par les Turcs à Deraa alors qu’il menait une mission de reconnaissance, déguisé en Arabe. Il ne semble pas être reconnu, bien que sa tête ait été mise à prix. Le gouverneur de Deraa, le général Hajim Bey (en turc, Hacim Muhiddin Bey), lui aurait infligé des sévices, notamment sexuels. Il parvient malgré tout à s’échapper. Certains biographes comme Richard Aldington, Suleiman Moussa, Desmond Stewart, François Sarindar, ont émis des doutes à propos de cet épisode, chacun pour des raisons différentes, tandis que d'autres comme Jeremy Wilson et John Mack estiment qu'il faut croire Lawrence. Un an plus tard, le 1er octobre 1918, Lawrence participe à la prise de Damas, libérée par des troupes anglo-australiennes, après avoir aidé à remporter l'une des seules batailles rangées livrées par les Bédouins à Tafilah qui talonnaient les colonnes turques en retraite.
Lawrence porte le costume arabe, monte à dos de chameau, adopte les coutumes locales et devient bientôt proche du prince Fayçal. Vers la fin de la guerre, il cherche sans succès à convaincre ses supérieurs de l’intérêt de l’indépendance de la Syrie pour le Royaume-Uni, notamment par le détournement des Arabes des seuls principes religieux pour l'investissement dans une logique politique à la façon des États modernes : « Il était bon, pour la Révolte arabe, d'avoir à changer si tôt de caractère au cours de sa croissance. Nous avions travaillé désespérément à labourer un sol en friche, tentant de faire croître une nationalité sur une terre où régnait la certitude religieuse, l'arbre de certitude au feuillage empoisonné qui interdit tout espoir ». Néanmoins, il ne soutenait pas le projet du chérif Hussein de La Mecque de créer un grand royaume arabe comprenant le Hedjaz, la Jordanie, l'Irak et la Syrie. Pour lui, chacun de ces États devait être limité à ses frontières propres : c'était l'intérêt des Britanniques de morceler le Moyen-Orient, même si, dans la logique de Lawrence, la Syrie devait acquérir une réelle indépendance. En juillet 1920, la colonne française du général Mariano Goybet, précédant le général Henri Joseph Eugène Gouraud, bat les troupes chérifiennes à la bataille de Khan Mayssaloun et chasse Fayçal de Damas. Cela brise l’espoir de Lawrence de libérer durablement la Syrie, même si lui-même au fond reconnaît plus tard que « …si nous gagnons la guerre, les promesses faites aux Arabes seraient un chiffon de papier… », faisant allusion aux accords secrets Sykes-Picot.
Pour ses actions d'éclat au cours du premier conflit mondial, le lieutenant-colonel Lawrence reçoit les distinctions suivantes :
- Compagnon de l’ordre du Bain (4 juin 1917) ;
- Compagnon du Distinguished Service Order (13 mai 1918) ;
- trois citations (16 mars 1916, 7 octobre 1918 et 15 décembre 1919) ;
- Chevalier de la Légion d'honneur (27 mai 1916) ;
- Croix de guerre 1914-1918 (18 avril 1918).

#### Critiques françaises
Ni la gloire de T. E. Lawrence, ni sa croix de guerre française reçue en 1918, n'empêchèrent le lieutenant-colonel Brémond, chef de la mission française au Hedjaz, devenu général, de contester ses mérites. Cet officier, chargé d'organiser, pour les troupes musulmanes que mobilisait la France, un pèlerinage à La Mecque et de fournir des armes et des conseillers techniques aux fils du chérif Hussein, voit l'effort de Lawrence marginaliser sa mission. Les Bédouins, dont Lawrence flatte l'esprit d'indépendance, voient en ce chef d'un détachement d'« indigènes » commandés par des Français le représentant d'une puissance dominatrice. Brémond transmet à ses supérieurs une appréciation très péjorative de Lawrence et le décrira dans Le Hedjaz dans la guerre mondiale, publié en 1931 : « indiscipliné », « insolent », « tenue négligée », affirme qu'il « parle un arabe plus qu'approximatif » (que Lawrence lui même qualifiait de peu conventionnel), « dilapide le trésor de Sa Majesté pour soudoyer les tribus », « méprise les Arabes », « est viscéralement francophobe ». Cependant, d'autres officiers français ont participé à la guérilla des Arabes aux côtés de l'officier anglais, tandis que les négociateurs français partagent secrètement le Levant avec les Britanniques.
Jacques Bergier et Pierre Nord reprendront un point de vue marqué par la rivalité franco-britannique en 1967, reprenant les affirmations de Richard Aldington dans Lawrence of Arabia: A Biographical Enquiry, 1955, traduit en français sous le titre Lawrence l'imposteur : « Le travail par Lawrence en tant qu’agent a été de très mauvaise qualité et nullement comparable à celui qui fut accompli, à la même époque et dans la même région, par le capitaine français Collet, dont on a beaucoup moins parlé. Mais Lawrence d’Arabie était un grand écrivain et son livre, Les Sept Piliers de la Sagesse, restera dans la littérature anglaise. Il a su créer un mythe qui fut ensuite soigneusement entretenu[réf. souhaitée] ». Et, surtout, Collet est intervenu bien après la guerre, alors que Français et Britanniques cherchaient à stabiliser la région sous leur autorité selon les accords Sykes-Picot.

### L’après-guerre

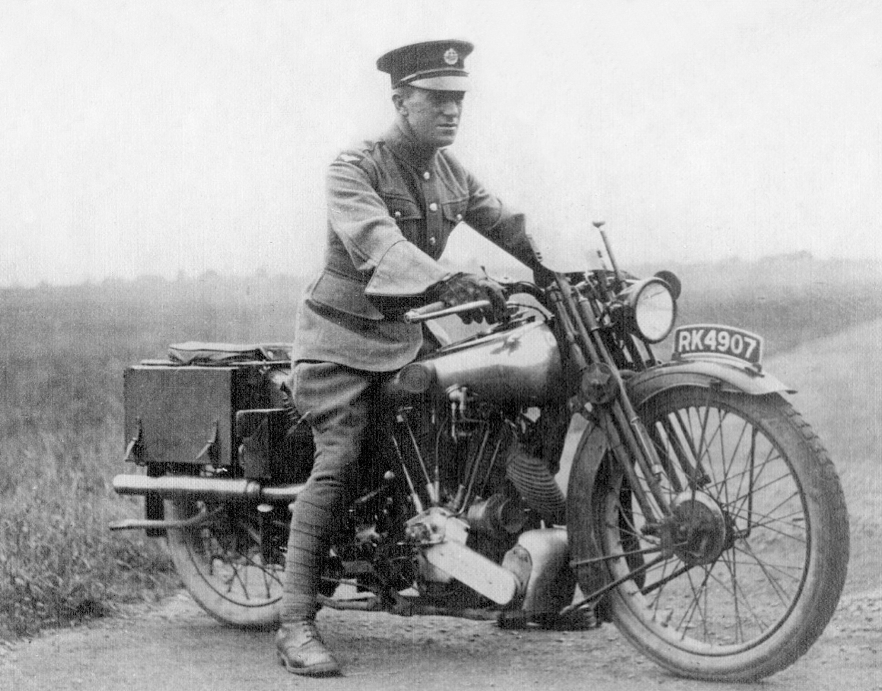
Lawrence sur sa motocyclette Brough Superior SS100.

Dans l’immédiat après-guerre, Lawrence travaille pour le Foreign Office et assiste à la conférence de paix de Paris entre janvier et mai 1919 en tant que membre de la délégation de Fayçal. Il est ensuite conseiller de Winston Churchill au Colonial Office jusque vers la fin de 1921. C'est lui qui obtient, avec son amie l'orientaliste Gertrude Bell, que la couronne d'Irak soit remise à Fayçal, qui vient de perdre le trône de Syrie.
En 1922, il met fin à sa carrière de conseiller politique pour les affaires proche-orientales et signe un engagement comme simple soldat dans la Royal Air Force, sous le nom de J.H. Ross, affecté pour se former à l'école de photographie de Farnborough. Des journalistes ayant appris le fait, il doit, à son grand regret, la quitter en mars 1923.
Sous le pseudonyme de « Shaw », il s’engage alors dans le Royal Tank Regiment. Il y prépare la version populaire des Sept piliers de la sagesse, écrite de 1919 à 1922 et publiée dans une édition limitée et qui ne devait pas être livrée au public avant le cinquantième anniversaire de la mort de l'auteur. Revolt in the Desert est publié en 1927. Lawrence avait été réintégré dans la RAF en juillet 1925. En 1927, il est affecté à Karachi, puis à Miranshah. Posté dans cette garnison où il manque d'occupations, il utilise son temps d'abord en écrivant The Mint, puis en traduisant l'Odyssée jusqu'en 1931.
Selon une des nombreuses légendes sur la vie de Lawrence, il ne bouge point de sa base alors qu'à la même époque, un certain « Pir Karam Shah », un saint homme, fait son apparition dans la zone pachtoune de la frontière et prêche contre le roi Amanullah Khan d'Afghanistan. Un article du New York World publié en 1928 affirme que des témoins accusent ce dernier d'être Lawrence déguisé en Afghan et qu'il aurait été reconnu par des Occidentaux. Face à l'importance du scandale naissant, les Britanniques prétendent que ces rumeurs sont infondées mais rapatrient Lawrence au début de 1929. Aujourd'hui encore, il existe deux versions de l'histoire : l'une, pro-britannique, qui prétend que Lawrence, qui se faisait appeler « Shaw », n'était qu'un soldat de la RAF, et l'autre le contraire. On peut se poser la question : « Pourquoi le colonel Lawrence a-t-il accepté d'aller dans une zone hostile aux Britanniques et à lui-même avec un pseudonyme et un grade subalterne ? ». Seule réponse possible, pour les théoriciens du complot : « il avait une mission particulière dans la région ». Il faut, pour accepter cela, considérer la traduction de l'Odyssée, encore diffusée aujourd'hui, comme une tâche secondaire.
Par la suite, il travaille à la mise au point de canots à grande vitesse pour le sauvetage des pilotes d'hydravion tombés en mer, au sein de la base RAF de Plymouth (« Air Sea Rescue »). En février 1931, il a vu le S238 Iris Blackburn s'écraser à l’amerrissage. Analysant l'accident, il conclut que l'interférence de la hiérarchie dans une fonction technique en était à l'origine. Un supérieur hiérarchique, excellent pilote mais sans expérience des hydravions, avait enlevé, de force, le contrôle de l'appareil à son pilote expérimenté, mais de rang inférieur. Sans doute Lawrence pouvait s'appuyer sur son expérience du combat avec du personnel qui n'était soumis à aucune hiérarchie. Il rendit au commandement un rapport préconisant de rendre la fonction technique supérieure au rang hiérarchique dans le poste de pilotage. Des réformes prendront en compte officiellement ce principe.
Selon F. Sarindar, l'accident aurait rappelé à Lawrence la mort de son frère William lors d'une reconnaissance aérienne le 23 octobre 1915. L'engin avait disparu en mer, et c'est ainsi que Thomas Edward s'intéressera à la conduite de vedettes rapides en suivant également de près leur construction (l'auteur rappelle aussi à cette occasion que leur grand-père maternel, John, était charpentier de marine).
Il doit quitter à regret l’armée à la fin de son contrat en mars 1935.

### Mort
Lawrence a possédé successivement sept motos Brough Superior SS100, faites sur commande, qu'il appelait « Boa » ou « Boanerges », ce qui signifie « fils du tonnerre » en araméen.
Le 13 mai 1935, alors qu'il roule à grande vitesse sous la pluie sur sa motocyclette (qu'il a reçue en cadeau de George Bernard Shaw), non loin de son cottage de Clouds Hill, près de Wareham dans le Dorset, il perd le contrôle de sa machine en voulant éviter deux jeunes cyclistes. Il meurt le 19 mai.
Winston Churchill, E. M. Forster et Nancy Astor assistent aux funérailles de Lawrence, inhumé au cimetière de Moreton, dans le comté du Dorset.
Sa mort éveille l'imagination de plusieurs auteurs, qui produisent au moins trois hypothèses évoquant des complots. L'une évoque « les sionistes », en relation avec l'action de Lawrence au Moyen-Orient. La seconde incrimine les services secrets britanniques dans des luttes internes au moment de leur réorganisation. La troisième incrimine le parti fasciste britannique, que Lawrence aurait infiltré, ou, selon une variante, dont il aurait été un partisan sincère plus populaire que son chef Oswald Mosley. Aucune de ces thèses, nouvelles ou non, « ne présente d'élément concret à l'appui de ses hypothèses » qu'un biographe réputé de Lawrence a toutes réfutées,.

## Le théoricien de l’insurrection
Au-delà du mythe, Lawrence d’Arabie reste l’un des officiers les plus influents dans le développement d’une doctrine insurrectionnelle au XXe siècle. En 1946, le général français Raoul Salan reçoit le général vietnamien Võ Nguyên Giáp, le futur vainqueur de la bataille de Diên Biên Phù, en mai 1954, lors de la guerre d'Indochine contre les Français. Le général Giap dit de lui : « Lawrence combinait la sagesse, l’intégrité, l’humanité, le courage et la discipline avec l’empathie, soit l’aptitude à s’identifier émotionnellement aussi bien avec les subordonnés qu’avec les supérieurs. »
Pendant ces entretiens de 1946, Salan est frappé par l’influence de Lawrence sur la pensée de Giap. Il dit à Salan : « Les Sept Piliers de la sagesse de T. E. Lawrence est mon évangile du combat. Il ne me quitte jamais. »
L’essence de la théorie de la guérilla à laquelle se réfère Giap peut se trouver dans deux sources. La première et la plus accessible est constituée par les nombreuses éditions des Sept Piliers de la sagesse, notamment le chapitre 33. La deuxième est un article portant le titre The Evolution of a Revolt, publié en octobre 1920 dans le Army Quarterly and Defense Journal. Toutes deux sont fondées sur l’évaluation pratique et réfléchie par Lawrence de la situation des forces arabes dans la région du Hedjaz, au sein du désert saoudien, en mars 1917.

## L’écrivain
L'auteur des Sept Piliers de la sagesse entretient également une correspondance fournie, notamment avec Edward Thurlow Leeds (en), Charles M. Doughty (en), D. G. Hogarth, George Bernard Shaw et son épouse Charlotte, Thomas Hardy et son épouse, Lionel Curtis, John Buchan, Siegfried Sassoon, Edward Elgar, Winston Churchill, Nancy Astor, Robert Graves et Edward Morgan Forster. Plusieurs recueils épistolaires ont été publiés, dont certains ont été expurgés par sa famille et par leurs éditeurs.
Il écrit La Matrice (« The Mint (en) »), le récit de ses expériences de simple soldat dans la Royal Air Force, publié à titre posthume. Travaillant à partir de ses notes écrites lors de son service dans la RAF, Lawrence raconte la vie quotidienne des soldats et son désir de faire partie de la RAF.
Il traduit en 1923 Le Gigantesque (en), un roman français peu connu d'Adrien Le Corbeau publié en 1922, et de 1928 à 1931 l'Odyssée d'Homère, publiée en 1932.

## Orientation sexuelle

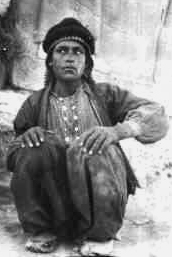
Selim Ahmed (Dahoum) photographié par Lawrence.

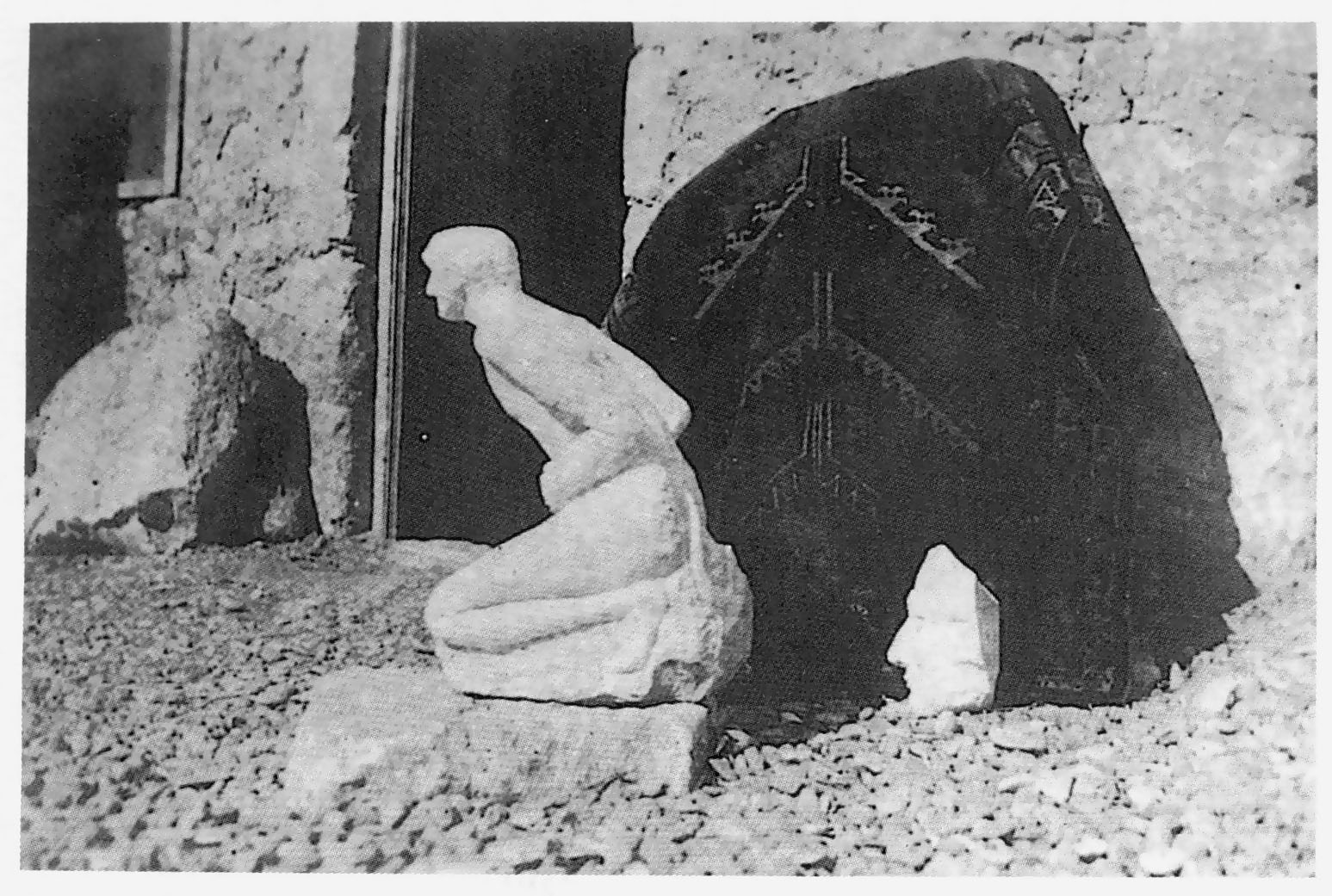
Photographie de Major Hubert Winthrop Young de 1913 de la statue nue de Dahoum réalisée par T.E. Lawrence à Carchemish

Les Sept Piliers de la sagesse sont dédiés à « S. A. », avec un poème qui commence par :
I loved you, so I drew these tides of men into my hands
and wrote my will across the sky in stars
To earn you Freedom, the seven-pillared worthy house, 
that your eyes might be shining for me
When I came.
Dans certaines éditions des Sept Piliers de la sagesse, la dernière ligne de ce poème est « When we came » (« Quand nous sommes arrivés »). L’édition de 1922 publiée à Oxford porte cependant « When I came ». Le poème complet est composé de quatre strophes.
L’identité de « S. A. » n’a jamais été élucidée. On a supposé que ces initiales correspondent à un homme, une femme, une nation ou une combinaison des précédents. « S. A. » pourrait être Selim Ahmed (it), surnommé Dahoum, un jeune Arabe qui travailla avec Lawrence dans un chantier archéologique avant la guerre et dont Lawrence aurait été très proche, mais on n'en a absolument pas la certitude. Dahoum mourut en 1918 du typhus. Cependant, certains, comme Jeremy Wilson, affirment que Dahoum était seulement un ami très proche de Lawrence comme cela arrivait au XIXe siècle et au début du XXe siècle, ce qui impliquait souvent des contacts physiques, mais à caractère non sexuel.
Selon François Sarindar, ce serait Sherif Aurens auquel Thomas Edward aurait dit adieu au moment de se séparer de son patronyme de Lawrence avec l'intention d'adopter sous peu de nouvelles identités (J. H. Ross, puis T. E. Shaw). Du coup, celui qui allait devenir le simple soldat Ross puis Shaw se serait adressé à S. A. comme à une personne extérieure à lui-même. Il faudrait y voir, avec la déception éprouvée par Thomas Edward à la suite de son échec pour obtenir une indépendance durable pour les Syriens, le rejet du nom sous lequel il avait agi pendant la guerre et en même temps celui d'une identité sous laquelle ses parents avaient caché leur concubinage, ce que Thomas Edward ne supportait pas. Rappelons que la mère de Lawrence, Sarah Maden, était elle-même la fille illégitime de John Lawrence, constructeur de bateaux, et l'on comprend alors pourquoi Thomas Edward a vraiment voulu se défaire de ce nom (Lawrence pour les Britanniques, et Aurens pour les Arabes, S.A. ou Sherif Aurens dans les Sept Piliers), un nom qui n'était pas celui de son père, Thomas Chapman, qui n'avait jamais pu divorcer d'Edith Hamilton Boyd, son épouse, et qui pour cette raison n'avait jamais pu donner son nom à Sarah et à leurs enfants. Mort des conséquences de l'épidémie de grippe espagnole qui sévit en Europe en 1919, Thomas Chapman a laissé une lettre culpabilisante qui faisait porter sur les épaules de ses fils une partie de la responsabilité de leur naissance bâtarde (« ce sont nos enfants possibles qui tourmentent notre chair », dira lui-même Thomas Edward qui, de fait, refusera toute sa vie de « donner la vie, cadeau douteux à une âme non encore née »), et ce document découvert après la disparition de son père a laissé sur Ned des traces durables : changement d'identité, désir de se faire punir dans sa chair par la flagellation (ce qui lui rappelait les fouettées reçues des mains de sa mère durant l'enfance), engagement comme simple soldat sous un nom d'emprunt dans l'espoir assez vain de connaître une renaissance dans une forme de vie anonyme. Dans cette hypothèse, S.A., bien sûr, ne serait pas Dahoum ou Selim Ahmed, mort en 1918, mais bien Lawrence lui-même, qui se serait amusé aux dépens de ceux qui chercheraient à percer l'identité de ce mystérieux personnage, mais qui aurait toutefois commencé à nous mettre sur la piste en écrivant à l'une de ses connaissances, son biographe Robert Graves, en marge d'un exemplaire de ce qui allait devenir Lawrence et les Arabes : « Vous avez pris mes paroles trop à la lettre, S.A. existe toujours, mais hors de portée de moi, car j'ai changé » (cf. T.E. Lawrence to his biographer Robert Graves, Faber & Faber, London, 1938, p. 16–17). Cette nouvelle manière de penser les choses nous aiderait donc à aller nettement plus loin que John E. Mack n'avait pu le faire dans son ouvrage intitulé : Lawrence of Arabia, a Prince of our Disorder. Ce serait aussi une avancée, sur ce point précis, par rapport aux travaux très documentés de Jeremy Wilson, étrangement moins convaincant sur ce sujet.
Lawrence lui-même, peut-être pour masquer les pistes, a affirmé que « S. A. » était un personnage inventé. Cependant, dans plusieurs lettres, il cite « S.A. » et parle d'un Arabe qu'il a particulièrement aimé et à qui il voulait faire cadeau de l'indépendance de son peuple.
De plus, certains passages[réf. à confirmer] des écrits de Lawrence sont homo-érotiques et laissent supposer que Lawrence avait des tendances masochistes. Un jeune Écossais répondant au nom de John Bruce aurait déclaré lui avoir administré plusieurs fois des coups de cravache sur les fesses. Ses tendances masochistes sont avérées et un point sur lequel tous les biographes de Lawrence sont d'accord : Knightley et Simpson, John E. Mack, Desmond Stewart, Michael Yardley, Malcolm Brown, Jeremy Wilson, Lawrence James, Michael Asher, André Guillaume, François Sarindar et Michael Korda, etc. Beaucoup ne manquent pas de rappeler le lien qui existerait entre les coups de fouet qu'il put recevoir pendant son enfance et ceux qu'il se fit administrer adulte, bien qu'auteurs et non experts en psychologie. Resté célibataire, il pourrait avoir été asexuel, mais, hormis ses tendances masochistes, rien ne peut être affirmé quant à ses orientations et expériences sexuelles.
Fin 1917, capturé par les Turcs alors qu’il mène une mission de reconnaissance ferroviaire au sud de Damas, ces derniers l'auraient torturé, notamment en lui infligeant des sévices sexuels.

## Œuvres
- Les Châteaux des Croisés (Crusader Castles), Clarendon Press, 1988.
- Les Sept Piliers de la sagesse (Seven Pillars of Wisdom), le récit de ses aventures lors de la révolte arabe,  (ISBN 0954641809).
- La Matrice (The Mint, traduit de l'anglais par Étiemble), Paris (Gallimard), 1955 ; récit de son service dans la Royal Air Force,  (ISBN 0393001962).
- L'Odyssée d'Homère, traduit du grec,  (ISBN 0195068181).
- Le Gigantesque, d'Adrien Le Corbeau, roman, traduit du français, 1924.
- The Letters of T. E. Lawrence, choisies et éditées par Malcolm Brown,  (ISBN 0460047337).
- The Letters of T. E. Lawrence, éditées par David Garnett,  (ISBN 0883558564).
- Guérilla dans le désert 1916-1918 (Revolt in the Desert), suivi de L'Orient en mutation (présentation de Gérard Chaliand), Bruxelles (Éditions Complexe), 1992,  (ISBN 2-87027-435-1).
- Lawrence (avant) d'Arabie, lettres de ses voyages de jeunesse, aux éditions Interfolio Livres, 2017 (Extrait)

## Œuvres tirées de ou inspirées par la vie de T.E. Lawrence

### Cinéma
- Lawrence d'Arabie (Lawrence of Arabia) (1962) de David Lean. Peter O'Toole interprète le rôle-titre.
- A Dangerous Man: Lawrence After Arabia (en) (1992), téléfilm réalisé par Christopher Menaul. Ralph Fiennes y interprète T.E. Lawrence.
- Queen of the Desert (Reine du désert) (2015) de Werner Herzog. T.E. Lawrence y est interprété par Robert Pattinson.

### Films télévisés
- A Dangerous Man: Lawrence After Arabia (1990)
- Lawrence of Arabia: Master Illusionist (1983)

### Documentaires
- Great Adventures of the 20th Century: Lawerence of Arabia (1996)
- Lawrence d'Arabie, pour une poignée de sable (2019), épisode 5 de la saison 3 de la série Points de repères

### Jeu vidéo
- Uncharted 3 : Drake's Deception (2011)
- Battlefield 1 (2016)

### Bande dessinée
- Le Serment des cinq Lords (2012) par Yves Sente & André Juillard (Les Aventures de Blake et Mortimer)
- Série Lawrence d’Arabie par Tarek et Horellou : T1 - La révolte Arabe (2007), T2 - En route pour Damas (2009)

### Romans
- Disparaître, Patrick et Olivier Poivre d'Arvor, éditions Gallimard, 2006,  (ISBN 2-070-77966-1).
- L'Étoile du matin (2008), roman italien de Wu-Ming 4

### Musique
- Seven Pillars Of Wisdom, Sabaton, album The Great War